# 古巴新後鰭魚
古巴新後鰭魚為輻鰭魚綱鲱形目鲱科的其中一種，分布於中西大西洋的古巴海域，體長可達15公分，棲息在沿海海域，可做為餌魚。

## 擴展閱讀
維基物種上的相關：古巴新後鰭魚